# Heteronyx proprius
Heteronyx proprius är en skalbaggsart som beskrevs av Blackburn 1910. Heteronyx proprius ingår i släktet Heteronyx och familjen Melolonthidae. Inga underarter finns listade i Catalogue of Life.